# Herbert Propst
Herbert Propst (* 21. Mai 1928 in Wien; † 6. Februar 1997 ebenda) war ein österreichischer Schauspieler.

## Leben
Nach Erlangung der Matura begann er zunächst Theologie zu studieren, änderte dann aber seine Ziele und war für einige Jahre als Beamter bei der Postsparkasse tätig. Seinem Entschluss, die Schauspielerei zu verfolgen, folgte der Besuch der Schauspielschule Krauss. Dort bestand er die Abschlussprüfung im zweiten Anlauf.
Seine nächsten Schauspiel-Stationen: zwei Jahre Klagenfurt, fünf Jahre Graz, ein Jahr Kassel, ein Jahr Salzburg, wo ihn Direktor Leon Epp 1961 für das Wiener Volkstheater engagierte. Dort gehörte er dem berühmten Nestroy-Ensemble unter Gustav Manker an und spielte, meist als Partner von Heinz Petters, mit Hilde Sochor, Brigitte Swoboda, Rudolf Strobl und Dolores Schmidinger: Florian Fett in „Liebesgeschichten und Heurathssachen“ (1964), Spekulant Goldfuchs in „Zu ebener Erde und erster Stock“ (1967), Bierversilberer Spund in „Der Talisman“ (1969), Winkelschreiber Dickkopf in „Heimliches Geld, heimliche Liebe“ (1972), Gewürzkrämer Zichori in „Das Gewürzkrämerkleeblatt“ (1972), Simplicius Berg in „Gegen Torheit gibt es kein Mittel“ (1973), Schuster Pfriem in „Höllenangst“ (1977) und Wampl in „Die schlimmen Buben in der Schule“ (1978). Bei den Salzburger Festspielen verkörperte er – im Jedermann am Domplatz – 1972 den Schuldknecht sowie 1986 und 1987 den Dicken Vetter.
Propst spielte am Volkstheater die Titelrolle in Frank Wedekinds "Der Marquis von Keith", Mauler in Bertolt Brechts "Die heilige Johanna der Schlachthöfe", Woyzeck in Georg Büchners "Woyzeck", den Oskar in Ödön von Horváths "Geschichten aus dem Wiener Wald" (Karl-Skraup-Preis) und in der Uraufführung von Wolfgang Bauers "Change" (1969). Ab 1980 spielte Propst am Wiener Burgtheater.
Propst spielte nicht nur auf der Bühne, sondern auch im Fernsehen, so in Der alte Richter und anderen österreichischen Fernsehserien wie Oberinspektor Marek. Herbert Propst war Träger der Kainz-Medaille.

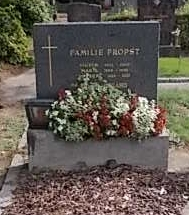
Grabstätte von Herbert Propst

Er wurde am Wiener Zentralfriedhof (Gruppe 4, Reihe 82, Nummer 1) bestattet.

## Filmografie (Auswahl)
- 1970: Frau Wirtin treibt es jetzt noch toller
- 1976: Die Wölfin vom Teufelsmoor

## Hörspiele
- 1984: Otto Brusatti: Die letzten Stunden der Menschheit – Regie: Otto Brusatti (ORF/WDR)